# Biłe
Biłe (ukr. Біле, ros. Бе́лое) – osiedle typu miejskiego na Ukrainie, w obwodzie ługańskim. Biłe leży nad rzeką Biłą, dopływem Łuhania.

## Historia
Biłe założono w 1705 roku, od 1938 roku osiedle typu miejskiego.
W 1989 liczyło 8385 mieszkańców.
W 2013 liczyło 6512 mieszkańców.
Od 2014 roku jest pod kontrolą Ługańskiej Republiki Ludowej.